# Tina Westerlund
Eva Tina Westerlund, född 26 januari 1946, är en svensk journalist och författare.
Tina Westerlund har arbetat på Sveriges Television och var under åren 1977 till 1988 reporter på Radio Södertälje, som idag tillhör Sveriges Radio. Från 1988 till 1999 var hon informationschef först i Upplands Väsby kommun och därefter i Södertälje kommun.
Hennes böcker har ofta Södertäljes historia som genomgående tema, som till exempel de kulturhistoriska kåserisamlingarna Ursäkta, men var ligger Engelbrektsbacken?, Haremsdamen i Södertälje Sportklubb och En sockerbagare här bor vid Badparken. År 2014 utkom dokumentärromanen om Södertäljes borgmästare under början av 1600-talet Zackarias Anthelius, som avrättades 1624 för att han var katolik.
Tokboken, skriven tillsammans med och illustrerad av Emma Ahnlund, med nya och sanna anekdoter som anknyter till den gamla fabeln om Tälje Tokar utkom 2021.
Tina Westerlund har också skrivit biografin Loulou, om författaren Loulou Forsell, dotter till legendariske operachefen John Forsell och en av de första kvinnliga deckarförfattarna i Sverige.